# Skäfthultssjön
Skäfthultssjön är en sjö i Lerums kommun i Västergötland och ingår i Göta älvs huvudavrinningsområde. Sjön är 10,5 meter djup, har en yta på 0,237 kvadratkilometer och befinner sig 106,1 meter över havet. Sjön ligger i vildmarksområdet Risveden.

## Delavrinningsområde
Skäfthultssjön ingår i det delavrinningsområde (643017-129487) som SMHI kallar för Mynnar i Mjörn. Medelhöjden är 118 meter över havet och ytan är 19,61 kvadratkilometer. Det finns inga avrinningsområden uppströms utan avrinningsområdet är högsta punkten. Vattendraget som avvattnar avrinningsområdet har biflödesordning 3, vilket innebär att vattnet flödar genom totalt 3 vattendrag innan det når havet efter 54 kilometer. Avrinningsområdet består mestadels av skog (75 %) och jordbruk (12 %). Avrinningsområdet har 1,24 kvadratkilometer vattenytor vilket ger det en sjöprocent på 6,3 %.